# Lennart Wærn
Leonard (Lennart) Magnus Wærn, född 9 oktober 1812 i Köla socken, Värmlands län, död 29 december 1902 i Ovansjö, Gävleborgs län, var en svensk bruksägare och politiker. Han var far till Leonard Magnus och Jonas Wærn.
Wærn blev student vid Uppsala universitet 1831, filosofie kandidat 1836 och filosofie magister samma år. Han ägde och bebodde Andersfors järnbruk i Värmland 1839–1849 och Lottefors sågverk i Hälsingland 1849–1859. Wærn blev grosshandlare i Gävle 1859. Han var även ledamot av riksdagens första kammare 1878–1887, invald i Gävleborgs läns valkrets. Wærn blev filosofie jubeldoktor 1886 och hedersledamot i Gävleborgs läns hushållningssällskap 1894.